# Кудрявцево (Ярославская область)
Кудрявцево — посёлок в Гаврилов-Ямском районе Ярославской области России. Входит в состав Шопшинского сельского округа Шопшинского сельского поселения.

## География
Посёлок находится в юго-восточной части области, в зоне хвойно-широколиственных лесов, при автодороге 78Н-0197 и железнодорожной линии Ярославль — Семибратово, на расстоянии примерно 18 километров (по прямой) к северо-западу от города Гаврилов-Ям, административного центра района. Абсолютная высота — 156 метров над уровнем моря.

### Климат
Климат характеризуется как умеренно континентальный, с умеренно холодной зимой и относительно тёплым летом. Среднегодовая температура воздуха — 3 — 3,5 °C. Средняя температура воздуха самого холодного месяца (января) — −13,3 °C; самого тёплого месяца (июля) — 18 °C. Вегетационный период длится около 165—170 дней. Годовое количество атмосферных осадков составляет 500—600 мм, из которых большая часть выпадает в тёплый период.

### Часовой пояс
Кудрявцево, как и вся Ярославская область, находится в часовой зоне МСК (московское время). Смещение применяемого времени относительно UTC составляет +3:00.

## Население
| 2007 | 2010 |
| ---- | ---- |
| 47   | ↘44  |

### Национальный состав
Согласно результатам переписи 2002 года, в национальной структуре населения русские составляли 100 % из 38 чел.